# Eunice validobranchiata
Eunice validobranchiata är en ringmaskart som beskrevs av Monro 1937. Eunice validobranchiata ingår i släktet Eunice och familjen Eunicidae. Inga underarter finns listade i Catalogue of Life.